# Шмідт Роман Михайлович
Роман Михайлович Шмідт (* 20 квітня 1951, Старий Милятин, Львівська область) — український політик.

## Життєпис
Освіта вища, у 1973 році закінчив Львівський зооветеринарний інститут за спеціальністю зоотехнія. Вчений зоотехнік, кандидат біологічних наук.
З 1973 по 1975 рік працював зоотехніком, головним зоотехніком у колгоспах Буського району Львівської області.
З 1975 по 1993 рік — аспірант, асистент, доцент кафедри Львівського зооветеринарного інституту.
З 1993 по січень 1996 року — начальник Центру приватизації в АПК Львівської області.
З лютого по вересень 1996 року — начальник Центру приватизації та аграрної реформи Львівської облдержадміністрації.
З вересня 1996 по лютий 1997 року — заступник завідувача відділу з питань агропромислового комплексу і продовольства Кабінету Міністрів України.
З лютого 1997 по травень 1998 року — заступник голови Львівської обласної держадміністрації.
З травня 1998 по березень 2000 — Народний депутат України 3-го скликання. Був обраний по одномандатному виборчому окрузі №115
З лютого 2000 року — заступник Міністра аграрної політики України.
З 15 серпня 2001 року — призначений заступником Державного секретаря Міністерства аграрної політики України.
2003—2008 р. — президент всеукраїнської громадської організації «Національна асоціація сільськогосподарських дорадчих служб України».
З 30 січня 2008 р. розпорядженням Кабінету Міністрів України призначений заступником Міністра аграрної політики України.
2 березня 2010 р. прийнято відставку з посади заступника Міністра аграрної політики України.
Пенсіонер з квітня 2010 р.
Член Народного Руху України з 1991 р. Член Центрального Проводу НРУ до 2012 р.